# Am Kothen
Am Kothen war eine aus zwei Wohnplätzen bestehende Ortslage im Westen der bergischen Großstadt Wuppertal, Stadtteil Elberfeld, die aus alten Höfen hervorging. Der Name Am Kothen ist als eigenständige Bezeichnung für diese Ortslage mehrheitlich nicht mehr im Bewusstsein der Bevölkerung vorhanden, die Hofräume und dazugehörigen landwirtschaftlichen Flächen sind heute Teil des Wuppertaler Zoos und des benachbarten Villenviertel. 
Das heutige Wohnquartier Kothen liegt weiter östlich in Unterbarmen.

## Lage und Beschreibung
Die Ortslage befindet sich auf einer Höhe von 170 m ü. NHN gegenüber dem Eingangsbereich des Wuppertaler Zoos an der heutigen Herthstraße Ecke Hubertusallee im Wohnquartier Zoo im Stadtbezirk Elberfeld-West. Benachbarte Ortslagen sind die heute ebenfalls in der städtischen Bebauung aufgegangenen Oben vorm Steeg, Vollmerhausen und Kaisersbusch.

## Etymologie und Geschichte

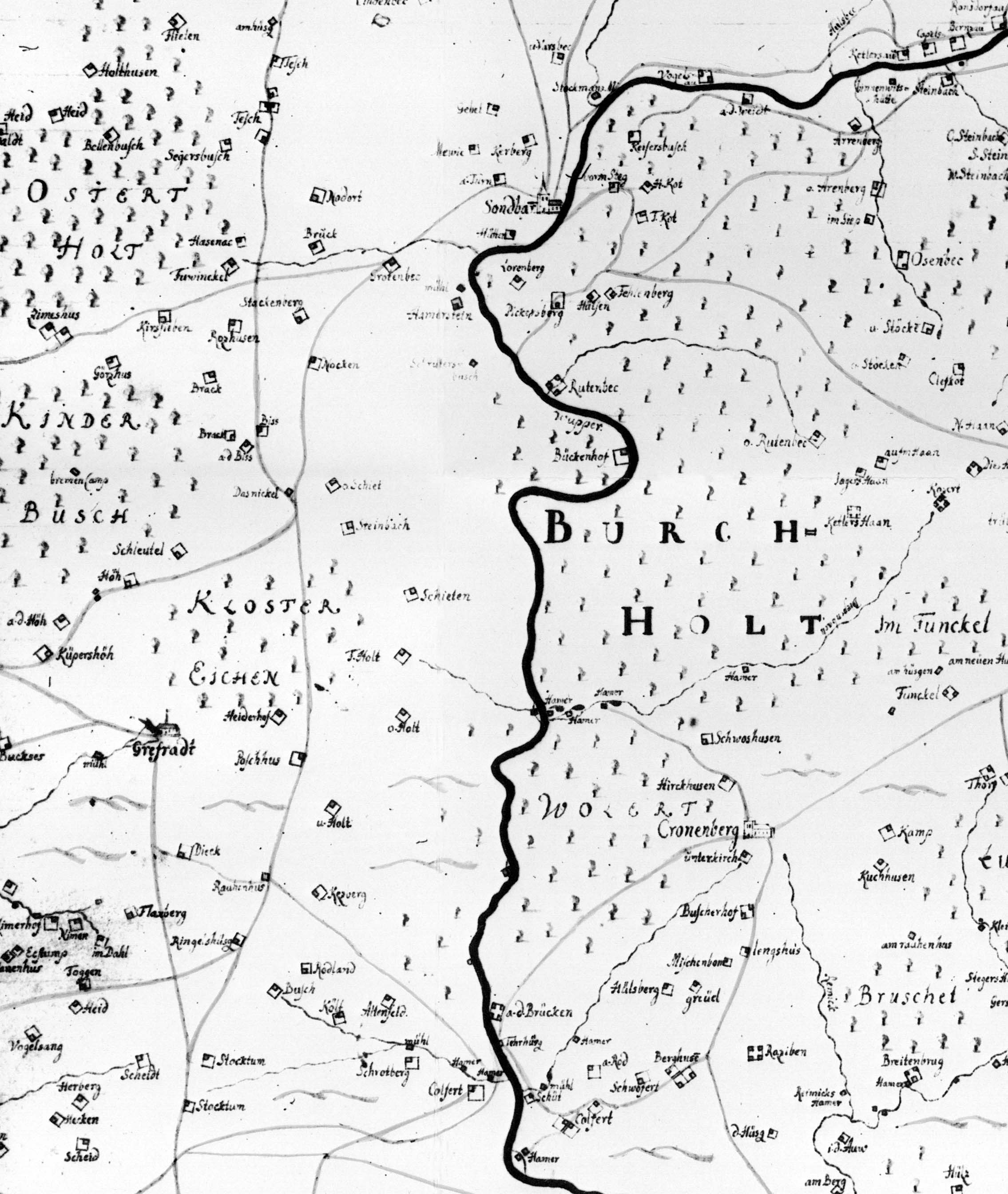
Ausschnitt der Topographia Ducatus Montani

Kothen ist eine Form von Kotten und bezeichnet einen kleineren Hof.
Auf der Topographia Ducatus Montani des Erich Philipp Ploennies aus dem Jahre 1715 ist der Hof H.Kot verzeichnet, südlich davon befand sich der Hof F.Kot. 1815/16 werden in Am Kothen 36 Einwohner gezählt. 
1832 gehörte Am Kothen zur Pickartsberger Rotte des ländlichen Außenbezirks des Kirchspiels und der Stadt Elberfeld. Der laut der Statistik und Topographie des Regierungsbezirks Düsseldorf als Kotten kategorisierte Ort wurde als aufm Kothen bezeichnet und besaß zu dieser Zeit vier Wohnhäuser und sechs landwirtschaftliche Gebäude. Zu dieser Zeit lebten 22 Einwohner im Ort, alle evangelischen Glaubens.
Die zwei Höfe Am Kothen lagen noch im ausgehenden 19. Jahrhundert weitab der städtischen Bebauung in einem ländlichen Areal. Der südliche Hof Am Kothen war ursprünglich im Besitz eines Breitfeld, der ihn 1843 an seine Elberfelder Freunde Friedrich Wilhelm Ulenberg und Friedrich Frische veräußerte. Diese nutzten den Hof als Sommerhaus. Nach deren Tod erbten deren Schwiegersöhne August Neuburg und August Von der Heydt das Anwesen. 1879 verkauften sie das Gut mit Gutshaus und rund 45 Morgen Land an die Zoogesellschaft, die von 1879 bis 1881 auf dem Gelände den Wuppertaler Zoo anlegten.
Von diesem Wohnplatz hat sich ein Gebäude von dem Baumeister Johann Friedrich Unten Schrievers von 1836 erhalten, es war das Landhaus des Elberfelder Unternehmers Meckel. Es hatte um 1850 eine Umgestaltung erfahren und auf zwei Seiten eine klassizistische Fassade erhalten. Es wurde dann in dem Zoo integriert und diente als Wohnhaus und Büro der Zoodirektoren.
Der nördliche Hof Am Kothen war im Besitz einer Familie Pfannkuchen, deren Söhne Peter und August Pfannkuchen das Gelände an die Architekten Hermanns & Riemann verkauften, die das Umfeld des Zoos ab 1893 als Zooviertel zu einer Villenkolonie mit eigenem Bahnhof entwickelten. Die Hofgebäude wurden abgetragen und das Hofgelände durch Anlage geometrischer Planstraßen erschlossen.
Die Alte Zoobrücke, die das Zooviertel mit dem Straßennetz verband, wurde früher Kothener Brücke genannt.